# Chesapeake-öböl
A Chesapeake-öböl az Amerikai Egyesült Államok legnagyobb kiterjedésű torkolatvidéke. Az ország keleti, Atlanti-óceáni partvidékén, Maryland és Virginia államok között helyezkedik el, keletről a Delmarva-félsziget határolja. Vízgyűjtő területe 166 534 km², és Columbia kerületben, illetve hat államban – New York, Pennsylvania, Delaware, Maryland, Virginia és Nyugat-Virginia – fekszik. Az öbölbe több mint 150 folyó és patak torkollik.
Az öböl mintegy 300 kilométer hosszan nyúlik el, északon a Susquehanna folyótól délen az Atlanti-óceánig. Legszűkebb pontjánál, a marylandi Annapolisnál 6,4 kilométer, a legszélesebb – 50 kilométer – a Potomac folyó torkolatánál. Az öböl és a beleömlő vízfolyások partvonala 18 804 kilométer, felületük 11 601 négyzetkilométer.
Az öblön két közúti szárazföldi átkelő van. A Chesapeake-öböl híd az Annapolishoz közeli Sandy Pointot köti össze a marylandi Kent-szigettel. Virginia Beachet a Chesapeake-öböl híd-alagút kapcsolja össze a szintén Virginia állambeli Cape Charlesszal.

## Neve
Neve az algonkin indián Chesepiooc szóból ered. A közfelfogás szerint ennek jelentése „Nagy Kagyló Öböl”, a virginiai algonkin nyelv kutatói szerint azonban valószínűleg inkább „Nagy Víz”, sőt az is lehet, hogy csak egy az öböl mellett valaha létezett falu neve volt.

## Geológiája

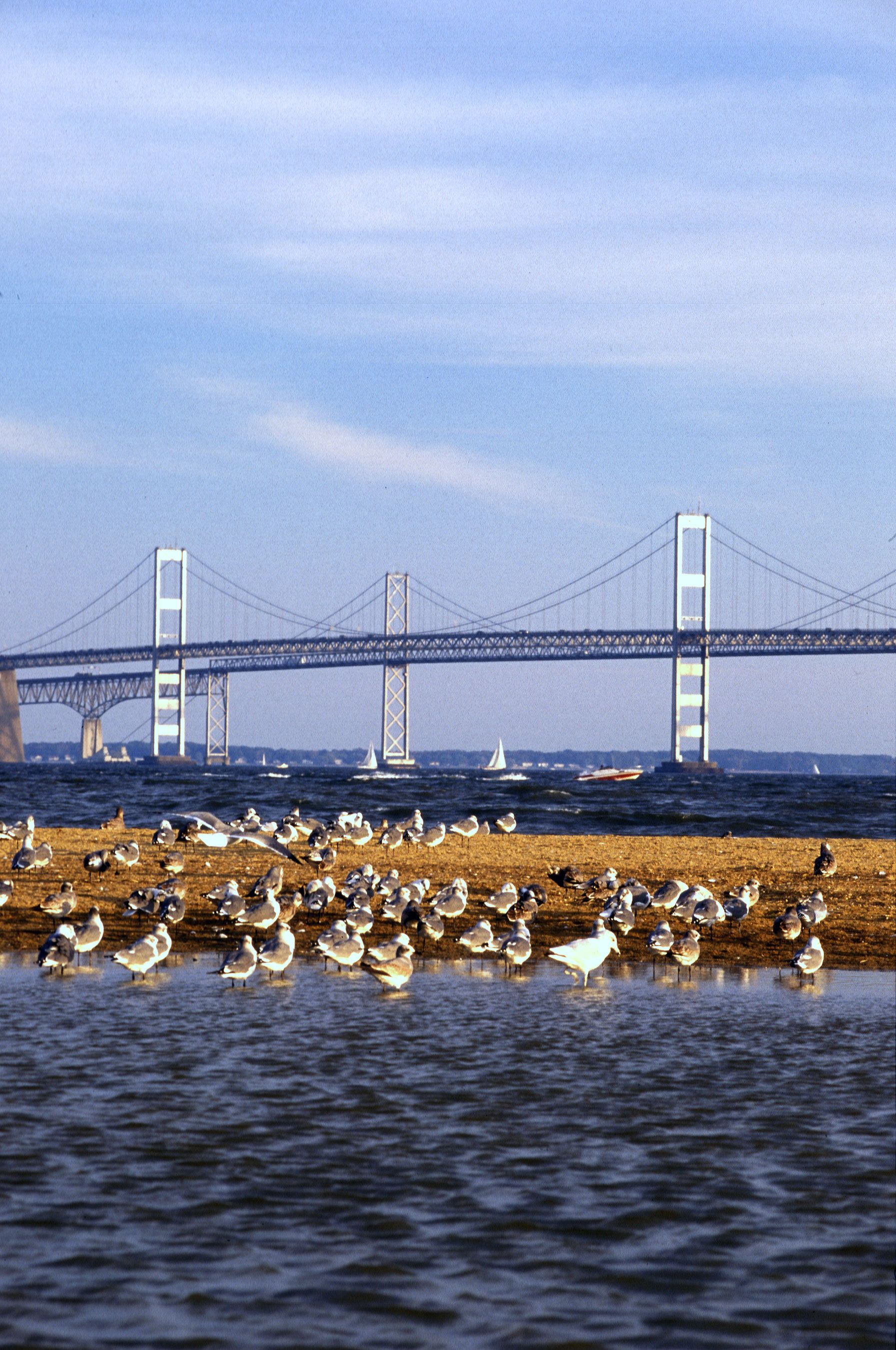
A Chesapeake-öböl híd

A Chesapeake-öböl a Susquehanna folyó riája, az a völgy, ahol a folyó keresztülhaladt, amikor a tengerszint alacsonyabb volt. Nem fjord, hiszen a jég borította területek a kainozoikumi eljegesedés idején nem értek az öböl legészakibb részéig. Jelenlegi geológiai formájának kialakulásában szerepet játszott egy meteorbecsapódás is, amely mintegy 33,5 millió évvel ezelőtt, az eocén idején létrehozta a Chesapeake-öböli becsapódási krátert.
Az öböl egy részét, különösen a marylandi Calvert megye partján sziklafalak szegélyezik, amelyeket az évmilliókkal ezelőtt visszavonuló víz hagyott hátra. A Calvert-sziklák fosszíliáikról híresek, különösen a fosszilizálódott cápafogakról, amelyeket a tengerparton gyakran kivet a víz.
Az öböl jó része viszonylag sekély. Ahol a Susquehanna a riába ömlik, a vízmélység 9 méter, de innen gyorsan csökken: Havre de Grace város és az Annapolistól északra elterülő vidék közti 56 kilométeres szakaszon átlagban csak három méter. Az egész öböl átlagában a mélység 9 méter, de az öböl 24%-ában kevesebb mint két méter.
Az öböl környékének éghajlata párás szubtrópusi, forró, nagyon párás nyarakkal és hideg, vagy enyhe telekkel. Csak a Susquehanna torkolata körüli vidék kontinentális éghajlatú. A torkolatnál és a környékén télen gyakran van fagy. Nagyon ritka, hogy az öböl vize befagyjon, legutoljára erre 1976-1977 telén volt példa.
Mivel az öböl torkolatvidék, vannak édesvízi, illetve sósvízi részei. A sósvízi részeket sótartalmuk alapján három zónába sorolják. Az édesvíz-zóna a Susquehanna-torkolattól Baltimore északi részéig terjed, ahol a legkisebb sótartalmú zóna (0,5 - 10 ppt) kezdődik, amely a Chesapeake-öböl hídig terjed. Innen kezdődik és a Rapahannock folyó torkolatáig tart a közepesen sós (10,7 - 18 ppt) zóna. A legsósabb zóna sótartalma már elérheti a 36 ppt-t (ez az óceán sóssága). A legkevésbé sós zónában még az édesvízi fajok is megélnek, innentől azonban változik az élővilág.

### Vízgyűjtője
Az öbölbe ömlő nagyobb folyók északról dél felé haladva:
- Susquehanna
- Patapsco
- Chester-folyó
- Choptank
- Patuxent
- Potomac
- Rappahannock
- Nanticoke
- York-folyó
- James-folyó

## Története

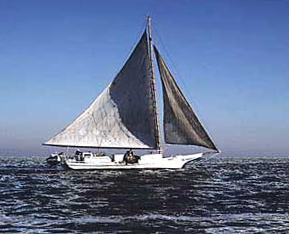
Egy skipjack Maryland osztrigahalász flottájából